# Nauana Silva
Nauana Silva (27 de febrero de 2003) es una deportista brasileña que compite en judo. Ganó dos medallas en el Campeonato Panamericano de Judo, plata en 2024 y oro en 2025.

## Palmarés internacional
| Campeonato Panamericano | Campeonato Panamericano | Campeonato Panamericano | Campeonato Panamericano |
| Año                     | Lugar                   | Medalla                 | Categoría               |
| ----------------------- | ----------------------- | ----------------------- | ----------------------- |
| 2024                    | Río de Janeiro (Brasil) | Medalla de plata        | –63 kg                  |
| 2025                    | Santiago (Chile)        | Medalla de oro          | –63 kg                  |